# Hans-Georg Weber
Hans-Georg Weber (* 30. Dezember 1940 in Troppau, Reichsgau Sudetenland) ist ein deutscher Experimentalphysiker mit den Arbeitsgebieten Laserspektroskopie und optische Signalverarbeitung für die Optische Nachrichtentechnik.

## Leben
Weber studierte ab 1961 in Frankfurt/Main und später in Marburg, wo er 1971 in Experimentalphysik promovierte. Von 1972 bis 1976 war er wissenschaftlicher Assistent am Physikalischen Institut der Universität Heidelberg, wo er sich 1976 habilitierte. Von 1977 bis 1978 arbeitete Weber als Max-Kade-Stipendiat an der Stanford University in den USA und von 1979 bis 1984 als Heisenberg-Stipendiat an der Universität Heidelberg auf dem Gebiet der Laserspektroskopie an Molekülen.
Von 1985 bis 2005 leitete Weber eine Arbeitsgruppe zur optischen Signal-Verarbeitung und -Übertragung bei hohen Datenraten am Heinrich-Hertz-Institut in Berlin. Ab 1996 war er apl. Professor an der Technischen Universität Berlin. Von 2001 bis 2008 war Weber Mitherausgeber des „Journal of Optical and Fiber Communications Reports“. Er ist Mitherausgeber des Buches „Ultrahigh-Speed Optical Transmission Technology“. 1999 erhielt er mit seinem Arbeitsteam den Philip Morris Forschungspreis und war nominiert für den Deutschen Zukunftspreis.

## Schriften
als Autor
- The Hanle Effect and Level-Crossing Spectroscopy on Molecules. Kapitel 3 in: Giovanni Moruzzi und Franco Strumia (Hrsg.): The Hanle Effect and Level-Crossing Spectroscopy. Plenum-Press, New York 1991, S. 87 ff. ISBN 0-306-43630-2.

als Herausgeber
- Ultrahigh-Speed Optical Transmission Technology. Springer Science + Business Media, LLC, New York 2007 (zusammen mit Masataka Nakazawa).